# Corpo caloso

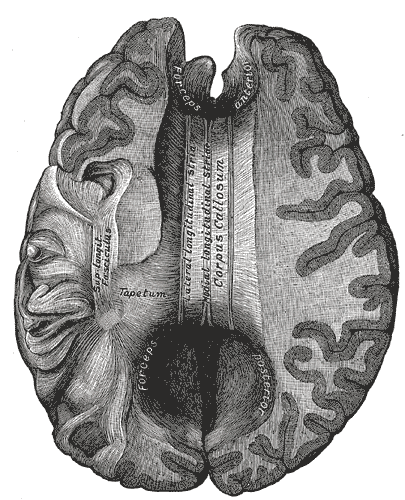
Corpo caloso no centro da figura

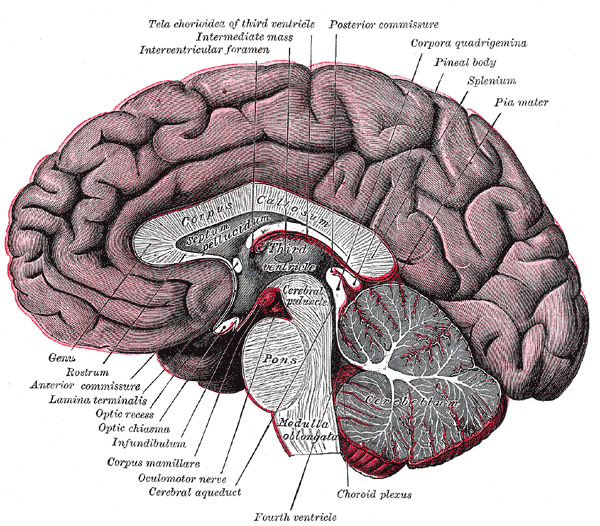
Corpo caloso indicado na porção central

O corpo caloso é uma estrutura do cérebro de mamíferos localizada na fissura longitudinal que conecta os hemisférios cerebrais direito e esquerdo. É a maior estrutura de substância branca no cérebro, consistindo de 200-250 milhões de projeções axônicas contralaterais. Muito da comunicação inter-hemisférica do cérebro, entre o 3.º e 4.º ventrículos, é conduzida através do corpo caloso.
O tronco (corpo) do corpo caloso dilata-se posteriormente no esplênio do corpo caloso e se flete, na porção anterior, em direção à base do cérebro, para constituir o joelho do corpo caloso. Abaixo do esplênio do corpo caloso, emerge na forma de arco o fórnix, um feixe de fibras constituído por duas metades laterais e simétricas, afastadas na extremidade e unidas entre si no trajeto abaixo do corpo caloso.
O corpo caloso é formado por rostro, joelho, corpo e esplênio.
Entre o corpo caloso e o fórnix, estende-se o septo pelúcido.
Monotremados e marsupiais não possuem um corpo caloso.

## Função
Sua função é permitir a transferência de informações entre um hemisfério e outro fazendo com que eles atuem harmonicamente.

## Patologia
Uma lesão no corpo caloso pode provocar dificuldades em comunicar-se como afasias, como dislalia e disfasia.
Sua má-formação congênita é conhecida como Agenesia de corpo caloso e geralmente está associada com outras má-formações no encéfalo. Pode ser classificada em 3 níveis:
- Tipo I: Agenesia total. O corpo caloso é completamente ausente;
- Tipo II: Agenesia parcial ou hipogenesia. O corpo caloso apresenta graus variados de encurtamento causados principalmente por

fatores interruptivos primários ou relacionados a obstrução orgânica;
- Tipo III: Hipoplasia. O corpo caloso é completamente formado, porém apresenta redução em seu tamanho, podendo ser focal

ou difusa, e em geral está associada a importantes alterações do córtex.